# ハリファックス郡 (ノースカロライナ州)
ハリファックス郡（ハリファックスぐん、英: Halifax County）は、アメリカ合衆国ノースカロライナ州の北東部に位置する郡である。2010年国勢調査での人口は54,691人であり、2000年の57,370人から4.7%減少した。郡庁所在地はハリファックス町（人口234人）であり、同郡で人口最大の都市はロアノークラピッズ市（人口15,754人）である。
ハリファックス郡はロアノークラピッズ小都市圏に属している。

## 歴史
ハリファックス郡は1758年にエッジコム郡から分離して設立された。郡名は、1748年から1761年までイギリスの貿易担当大臣を務めた第2代ハリファックス伯爵ジョージ・モンタギュー＝ダンクに因んで名付けられた。
1774年、ハリファックス郡の南東部とティレル郡の一部を合わせてマーティン郡が設立された。
ハリファックス郡は昔からオジロジカの捕獲量で州内第1位または第2位を保持していた。2009年から2010年の鹿狩猟シーズンでは、5,443頭のオジロジカを狩った。第2位のノーサンプトン郡より250頭多かった。

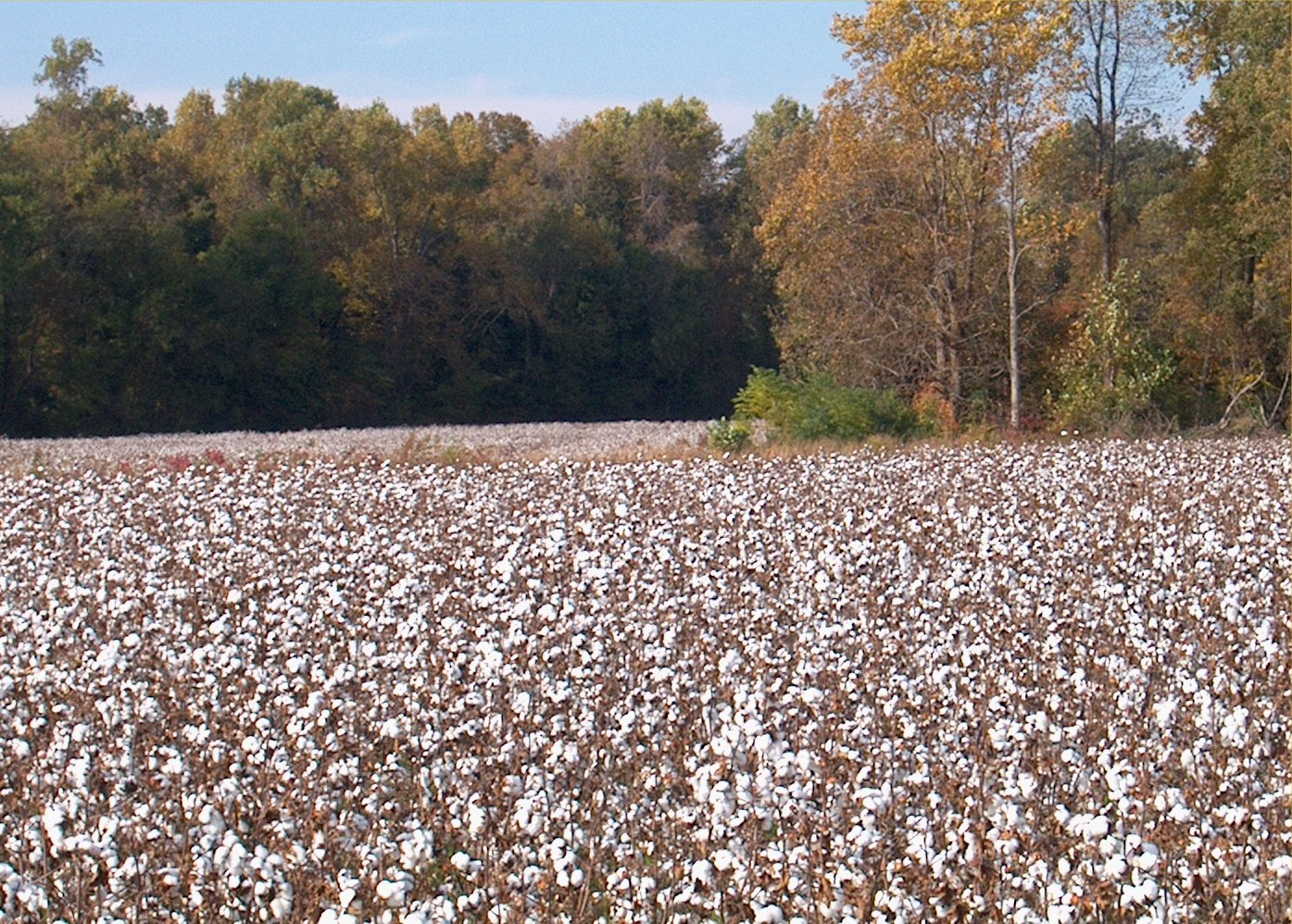
ハリファックス郡の綿花畑

## 郡政府
ハリファックス郡は、地域自治体の組織であるアッパー・コースタル・プレーン自治体委員会のメンバーである。

## 地理
アメリカ合衆国国勢調査局に拠れば、郡域全面積は731平方マイル (1,893.3 km2)であり、このうち陸地725平方マイル (1,877.7 km2)、水域は6平方マイル (15.5 km2)で水域率は0.82%である。

### 郡区
ハリファックス郡は12の郡区に分割されている。ブリンクリービル、バターウッド、コノコナラ、エンフィールド、フォーセット、ハリファックス、ホブグッド、リトルトン、パルミラ、ロアノークラピッズ、ローズニース、スコットランドネック、ウェルドンの各郡区である。

### 主要高規格道路
- 州間高速道路95号線
- アメリカ国道158号線
- アメリカ国道258号線
- アメリカ国道301号線
- ノースカロライナ州道4号線
- ノースカロライナ州道43号線
- ノースカロライナ州道48号線
- ノースカロライナ州道97号線
- ノースカロライナ州道122号線
- ノースカロライナ州道125号線
- ノースカロライナ州道481号線
- ノースカロライナ州道561号線
- ノースカロライナ州道903号線

### 隣接する郡
- ノーサンプトン郡 - 北北東
- バーティ郡 - 東南東
- マーティン郡 - 南東
- エッジコム郡 - 南
- ナッシュ郡 - 南西
- フランクリン郡 - 南西
- ウォーレン郡 - 北西

## 人口動態
以下は2000年の国勢調査による人口統計データである。
| 基礎データ - 人口: 57,370人 - 世帯数: 22,122 世帯 - 家族数: 15,308 家族 - 人口密度: 31人/km2（79人/mi2） - 住居数: 25,309軒 - 住居密度: 13軒/km2（35軒/mi2） 人種別人口構成 - 白人: 52.56% - アフリカン・アメリカン: 42.57% - ネイティブ・アメリカン: 3.14% - アジア人: 0.54% - 太平洋諸島系: 0.02% - その他の人種: 0.47% - 混血: 0.71% - ヒスパニック・ラテン系: 1.01% | 年齢別人口構成 - 18歳未満: 26.2% - 18-24歳: 8.0% - 25-44歳: 27.7% - 45-64歳: 23.2% - 65歳以上: 14.9% - 年齢の中央値: 37歳 - 性比（女性100人あたり男性の人口） - 総人口: 90.7 - 18歳以上: 86.0 世帯と家族（対世帯数） - 18歳未満の子供がいる: 31.2% - 結婚・同居している夫婦: 44.1% - 未婚・離婚・死別女性が世帯主: 20.4% - 非家族世帯: 30.8% - 単身世帯: 27.7% - 65歳以上の老人1人暮らし: 12.0% - 平均構成人数 - 世帯: 2.51人 - 家族: 3.06人 | 収入と家計 - 収入の中央値 - 世帯: 26,459米ドル - 家族: 33,515米ドル - 性別 - 男性: 28,025米ドル - 女性: 20,524米ドル - 人口1人あたり収入: 13,810米ドル - 貧困線以下 - 対人口: 26.1% - 対家族数: 19.4% - 18歳未満: 33.0% - 65歳以上: 22.4% |

## 都市と町

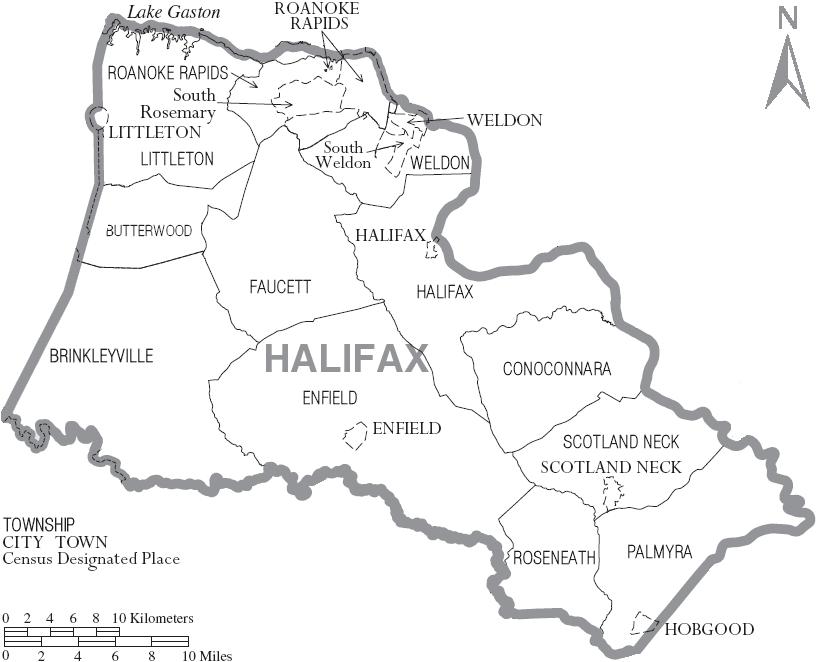
ハリファックス郡の自治体と郡区

| - オーレリアンスプリングス - ブリンクリービル - エンフィールド - ハリファックス - 郡庁所在地 - ヒースビル | - ホブグッド - ホリスター - リトルトン - ロアノークラピッズ - スコットランドネック | - サウスローズマリー - サウスウェルドン - ウェルドン |

### インディアン
郡内には地域に深く根差した3人種混血孤立型民族の子孫であるハリワ・サポニ族が多く住んでいる。